# Aufsteiger (Volleyball)
Ein Aufsteiger ist beim Sportspiel Volleyball die Bezeichnung für einen Schnellangriff, bei dem der Zuspieler den Ball in den Schlag des Angreifers hineinspielt, der Ball wird also noch in seiner Aufstiegsphase geschlagen. Durch das hohe Tempo dieser Angriffsvariante wird der gegnerische Mittelblocker dazu gezwungen, vor dem Angreifer abzuspringen, so dass der Zuspieler die Möglichkeit hat, gegebenenfalls den Ball doch noch nach außen zu spielen, falls der Blocker mitspringt.
Beim Aufsteiger springt der Angreifer sehr nah beim Zuspieler ab, also wird er beim normalen Läufersystem – bei dem der Zuspieler zwischen Position 2 und 3 steht – hauptsächlich von den Positionen 2 oder 3 gespielt.